# Maja Lucas
Maja Lucas (født 1. september 1978 i Vangede, København) er en dansk forfatter og cand.mag. i litteraturvidenskab fra Københavns Universitet. Hun er uddannet fra Forfatterskolen 2007 og har ydet talrige bidrag til tidsskrifter (har blandt andet været medredaktør på Apparatur). Hun underviser på Syddansk Universitet, Kolding.

## Udgivelser
- Jegfortællinger, Athene, 2007 (Noveller)
- Min far kan lide fugle, Athene, 2008 (Roman)
- Katrines hånd 2010 (roman)
- Mor. En historie om blodet 2016 (roman)

## Eksterne link
- www.majalucas.dk
- Maja Lucas på Forfatterweb.dk
- www.litteratursiden.dk/forfattere/maja-lucas| Autoritetsdata | - WorldCat - VIAF: 166906146 - LCCN: no2016112640 - ISNI: 0000 0003 9855 7829 - GND: 143168096 - SUDOC: 196077427 |